# Compsibidion cleophile
Compsibidion cleophile är en skalbaggsart som först beskrevs av Thomson 1865.  Compsibidion cleophile ingår i släktet Compsibidion och familjen långhorningar. Inga underarter finns listade i Catalogue of Life.